# Leptognathia armata
Leptognathia armata är en kräftdjursart som beskrevs av Hansen 1913. Leptognathia armata ingår i släktet Leptognathia och familjen Leptognathiidae. Inga underarter finns listade i Catalogue of Life.